# Lon Vest Stephens

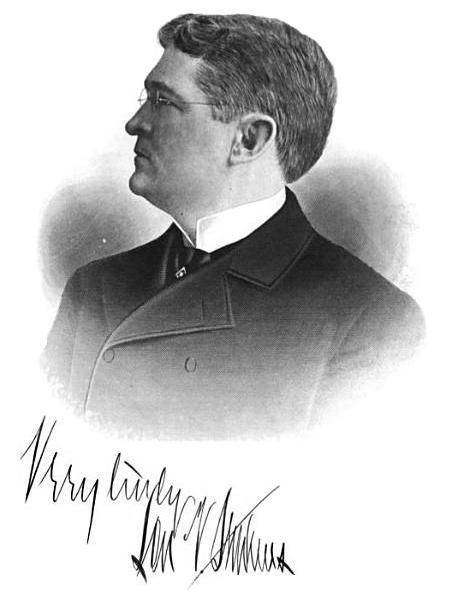
Lon Vest Stephens

Lawrence „Lon“ Vest Stephens (* 1. Dezember 1858 in Boonville, Cooper County, Missouri; † 10. Januar 1923) war ein US-amerikanischer Politiker (Demokratische Partei) und von 1897 bis 1901 der 29. Gouverneur des Bundesstaates Missouri.

## Frühe Jahre
Stephens besuchte zunächst das Cooper Institute, dann die Kemper Family School und schließlich die Washington and Lee University, an der er im Jahr 1877 sein juristisches Examen ablegte. Vor seiner Laufbahn im öffentlichen Dienst war Stephens unter anderem als Buchhalter und im Telegrafendienst tätig.

## Politische Laufbahn und weiterer Lebenslauf
Um 1886 machte „die ärmliche Erscheinung Lon Vest“ erstmals auf sich aufmerksam, als er die Konkursmasse einer national operierenden Bank in St. Louis übernahm. Obwohl die Bank bankrott war, schaffte Stephens es, jeden Dollar, den Sparer und Börsenspekulanten angelegt hatten, mit nur 3 Cent Abzug auf sein Konto überschreiben zu lassen. Er wurde mit diesem „Coup de Finance“ reich, und die Journaille damals vermutete, er würde als Schatzmeister ins Kabinett von Richard P. Bland alias „Silver Dick“ einziehen. Bland verlor die Wahl zum Präsidenten.
Zwischen 1890 und 1897 war Stephens Finanzminister (State Treasurer) von Missouri. Am 3. November 1896 wurde er zum neuen Gouverneur des Staates gewählt und am 11. Januar 1897 in sein Amt eingeführt. In seine vierjährige Amtszeit fiel der Spanisch-Amerikanische Krieg, zu dem auch Missouri Soldaten abstellen musste. In Kansas City wurde die Unity School of Christianity gegründet. Ebenfalls in dieser Zeit wurde die Historische Gesellschaft von Missouri ins Leben gerufen und eine staatliche Schule für geistig Behinderte eröffnet.
Im Jahr 1899 geriet Stephens in einen Streit mit dem Gouverneur des Nachbarstaats Kansas, William E. Stanley. Stephens hatte Stanley die Zusicherung gegeben, den wegen eines Gewaltverbrechens angeklagten Schwarzen Frank Embree unbeschadet vor Gericht in Missouri zu bringen, denn es drohte solchen Beschuldigten unterwegs der Tod durch Lynchjustiz aufgebrachter Weißer. Embree wurde gelyncht, worauf Stanley seine Zusammenarbeit mit Stephens, der sich für den Vorfall nicht einmal entschuldigte, aufkündigte.
Nach dem Ende seiner Amtszeit zog sich Stephens aus der Politik zurück und widmete sich seinen privaten Interessen. Er starb am 10. Januar 1923 und wurde auf dem Walnut Grove Cemetery in Boonville beigesetzt. Lon Stephens war mit Margaret Nelson verheiratet.